# Bartonella
Bartonella es un género de bacterias Gram negativas, el único de la familia Bartonellaceae, compuesto por 37 especies establecidas y un número indefinido de especies candidatas.   Son bacterias  intracelulares facultativas que pueden infectar a personas sanas pero normalmente son considerados patógenos oportunistas. Bartonella es trasmitida por ácaros como las garrapatas e insectos tales como pulgas, moscas de la arena y mosquitos. Al menos ocho especies o subespecies de Bartonella infectan a los seres humanos. En junio de 2007 se descubrió una nueva especie de este género, Bartonella rochalimae,   que constituye la sexta especie (en total la novena especie o subespecie) que se conoce que infecta a los seres humanos. 

## Historia
Hasta 1993 el género Bartonella constaba de una única especie Bartonella bacilliformis, descrita en 1909 por Barton. En 1993 las especies del género Rochalimaea fueron transferidas al género Bartonella, aconteciendo lo mismo en 1995 con las especies del género Grahamella.
Las especies de Bartonella han estado infectando a los seres humanos durante miles de años, como se ha demostrado al encontrar ADN de Bartonella quintana en un diente de  4000 años de antigüedad. El género toma su nombre de Alberto Leonardo Barton Thompson, un científico peruano nacido en Argentina.
En 1999, se descubrió que Bartonella está presente en las garrapatas. Varias especies son patógenos de los humanos transmitidos por ratas.
En 2001, médicos que trataban la enfermedad de Lyme reportaron que sus pacientes también estaban coinfectados por Bartonella.  Numerosos informes de este tipo parecen indicar que las garrapatas no sólo portan Bartonella sino que también son transmisores del patógeno; sin embargo, el modo de transmisión todavía no ha sido descubierto.

## Ciclo de infección
El modelo de ciclo de infección actualmente aceptado sostiene que los vectores de transmisión son los artrópodos hematófagos y los reservorios son mamíferos. Inmediatamente después de la infección, las bacterias colonizan su nicho principal, las células endoteliales. Cada cinco días, se libera una parte de la población de Bartonella de las células endoteliales en el torrente sanguíneo, donde infectan a los eritrocitos. Las bacterias entonces invaden y se replican dentro de una membrana fagosomial en el interior de los eritrocitos. Las bacterias  se multiplican dentro de los eritrocitos hasta que alcanzan a una densidad de población crítica. En este punto, Bartonella espera a que los artrópodos hematófagos succionen estos eritrocitos.

## Fisiopatología
Las infecciones por Bartonella destacan por el amplio rango de síntomas que pueden producir: la fase (aguda o crónica), además de que la patología subyacente es altamente variable.
| Fisiopatología en humanos |                                        |                   | |               |
| Especies                  | Reservorio humano o huésped accidental | Reservorio animal | Fisiopatología | Distribución  |
| B. bacilliformis          | Reservorio                             |                   | Causa bartonelosis (enfermedad de Carrión (fiebre de Oroya, verruga peruana)                                                        | Andes         |
| B. quintana               | Reservorio                             | Macacos           | Causa fiebre de las trincheras, angiomatosis bacteriana y endocarditis                                                              | Todo el mundo |
| B. clarridgeiae           | Accidental                             | Gatos domésticos  | Enfermedad por arañazo de gato |               |
| B .elizabethae            | Accidental                             | Ratas             | Endocarditis |               |
| B. grahamii               | Accidental                             | Ratones           | Endocarditis y Neuroretinitis |               |
| B. henselae               | Accidental                             | Gatos domésticos  | Enfermedad por arañazo de gato, angiomatosis bacteriana, peliosis bacteriana, Endocarditis, Bacteriemia con fiebre y Neuroretinitis | Todo el mundo |
| B. koehlerae              | Accidental                             | Gatos domésticos  | |               |
| B. vinsonii               | Accidental                             | Ratones, perros   | |               |
| B. washoensis             | Accidental                             | Ardillas          | Miocarditis |               |
| B. rochalimae             | Accidental                             | Canidos           | Síntomas similares a la fiebre tifoidea y a la malaria                                                                              |               |
| Referencias:              |                                        |                   | |               |

## Tratamiento
El tratamiento depende de la especie de Bartonella que se encuentre en un determinado paciente. Aunque las especies de Bartonella son susceptibles a una serie de antibióticos estándar in vitro — macrólidos y tetraciclinas, por ejemplo, la eficacia del tratamiento antibiótico en individuos inmunodeficientes es incierto. Los pacientes inmunodeficientes deben tratarse con antibióticos ya que son particularmente susceptibles a la enfermedad sistémica y bacteriemia. Entre las drogas de especial eficacia se incluyen trimetoprima-sulfametoxazol, gentamicina, ciprofloxacino y rifampicina. B. henselae es generalmente resistente a la penicilina, amoxicilina y nafcilina.

## Epidemiología
El riesgo de infección, especialmente por B. elizabethae, es más alto para los vagabundos y drogadictos, seguramente por la mayor probabilidad de contacto con roedores y garrapatas. La tasa de seropositividad a B. elizabethae en esta población va desde el 12,5% en Los Ángeles, al 33% en Baltimore, Maryland, 46% en New York  y 39% en Suecia.